# Citharinops distichodoides
Genre
Espèce
Statut de conservation UICN

 LC  : Préoccupation mineure
Citharinops distichodoides, unique représentant du genre Citharinops, est une espèce de poissons d'eau douce téléostéens de la famille des Citharinidae (ordre des Characiformes).

## Répartition
Ce poisson se rencontre au Burkina Faso, au Cameroun, au Ghana, au Mali, au Nigeria et au Tchad.

## Description
Citharinops distichodoides peut mesurer jusqu'à 84 cm, queue non comprise et son poids maximal enregistré est de 4,6 kg.

## Classification
L'espèce Citharinops distichodoides a été décrite pour la première fois en 1919 par Jacques Pellegrin sous le protonyme Citharinus disticoides. En 1962, Jacques Daget crée le genre Citharinops et l'y reclasse sous son taxon actuel, Citharinops distichodoides.
Citharinops distichodoides a pour synonymes :
- Citharinops distichodoides distichodoides (Pellegrin, 1919)
- Citharinops distichodoides thomasi (Pellegrin, 1924)
- Citharinus distichodoides Pellegrin, 1919
- Citharinus distichodus Pellegrin, 1919
- Citharinus disticoides Pellegrin, 1919
- Citharinus thomasi Pellegrin, 1924

## Étymologie
Le nom générique, Citharinops, est la combinaison du genre Citharinus et du grec ancien ὤψ, ốps, « regard, vue, face » (dans le sens de qui ressemble) et lui a été donné initialement car créé à l'origine comme un sous-genre de Citharinus.
L'épithète spécifique, distichodoides, est la combinaison du genre Distichodus suivi du suffixe du néo-latin –oides, « qui ressemble », et fait référence à la grande taille des écailles de cette espèce, plus proches de celles du genre Distichodus que de celles des autres espèces du genre Citharinus, genre dans lequel elle a été initialement classée.
La sous-espèce Citharinops distichodoides thomasi, taxon désormais invalide, était nommée en l'honneur de Jean Thomas (1890–1932) qui a collecté des poissons pour le muséum national d'histoire naturelle en Afrique équatoriale, dont l'holotype de cette sous-espèce.

## Publications originales
- Genre Citharinops :
  - J. Daget, « Le genre Citharinus (Poissons, Characiformes) », Revue de zoologie et de botanique africaines, Belgique, vol. 66, nos 1-2,‎ 29 septembre 1962, p. 81-106 (ISSN 0035-1814).
- Espèce Citharinops distichodoides, sous le taxon Citharinus disticoides :
  - J. Pellegrin, « Poissons du Gribingui recueillis par M. Baudon. Description de sept espèces nouvelles », Bulletin de la Société zoologique de France, Paris, vol. 44, nos 5-7,‎ 20 septembre 1919, p. 201-214 (ISSN 0037-962X, e-ISSN 2540-329X, lire en ligne, consulté le 28 janvier 2024).